# Rödånäs
Rödånäs är en småort i Umeå kommun. Orten ligger norr om Rödåsel, invid länsväg 363, ungefär 3,5 mil norr om Umeå, nära 
Rödåns mynning. Rödånäs ingår i Rödåbygden.